# Konk
Konk ist das zweite Album der britischen Indie-Rock-Band The Kooks. Es erschien am 11. April 2008 in Deutschland und wurde nach dem „Konk“-Studio von Ray Davies benannt, in dem es unter dem Produzenten Tony Hoffer aufgenommen wurde.
Es gibt eine spezielle Doppel-CD-Edition des Albums, die den Namen RAK trägt. Die zweite CD beinhaltet sieben weitere Stücke und eine zweite Version des Songs See the Sun.  Das Cover der Special Edition ist bis auf das rote Schild, das bei der normalen Version blau ist, identisch.  Namensgeber dieses Albums sind die RAK Studios des Produzenten Mickie Most, in denen die zusätzlichen Stücke aufgenommen wurden.

## Verwendung als Soundtrack
Mr. Maker wurde in der Folge Winks der BBC-Three-Sitcom Grownups gespielt, Do You Wanna in der Serie  Gossip Girl von The CW, während Love It All in der zweiten Folge der zweiten Staffel Chuck Versus the Seduction der Fernsehserie Chuck verwendet wurde. Always Where I Need to Be, See the Sun, Love It All, Shine On und Mr. Maker wurden alle im Soundtrack der vierten Staffel der BBC-One-Fernsehserie Waterloo Road genutzt. Shine On war die Musik in verschiedenen Werbespots.

## Rezeption
- laut.de lobt den „mitreißenden, mehrstimmigen Gesang“ und das „schier überschäumende, sonnendurchflutete Harmoniegespür“.[9]
- Christian Preußer von Plattentests.de beschreibt den Klang der Band als „unverwechselbar“ und „urbritisch“.[10]
- Pitchwork.com bezeichnet das Konk als Britpop-Album. Das Album beziehe sich auf David Bowie und der Titel auf die Kinks, die die Band nachzuahmen versuche. („their handle factually references David Bowie, but the album title slyly and phonetically conjures the Kinks, the band these guys try hardest to emulate“.)[11]
- BBC Music findet, dass vieles auf dem Album auf das Recycling von Gitarrennoten und Intros hinauszulaufen scheint („The album seems, on the whole, a little contrived with the recycling of old guitar lines and intros“). Die Band sei in ihrer Musik weniger enthusiastisch und bereit zu beeindrucken. („it is the sound of a band who don’t seem as enthused and as ready to impress“.)[12]

## Titelliste
1. See the Sun
2. Always Where I Need to Be
3. Mr. Maker
4. Do You Wanna
5. Gap
6. Love It All
7. Stormy Weather
8. Sway
9. Shine On
10. Down to the Market
11. One Last Time
12. Tick of Time
13. All Over Town (Hidden Track)
14. Bad Taste in My Mouth (iTunes-Bonus-Track)
15. Vicious (iTunes-Pre-Order-Bonus-Track)

CD 2 der Special-Edition RAK
1. Watching the Ships Roll In
2. Eaten By Your Lover
3. No Longer
4. Fa La La La La
5. Nothing Ever Changes
6. By My Side
7. Hatful of Love
8. See the Sun (Alternate Version)
9. Brooklyn (Home Demo)